# Liste des édifices labellisés « Patrimoine du XXe siècle » de Limoges
La liste des édifices labellisés « Patrimoine du xxe siècle » de Limoges recense les édifices ayant reçu le label « Patrimoine du xxe siècle » dans la commune de Limoges, en Haute-Vienne. Au 27 août 2015, ils sont vingt-quatre sur les trente-deux que compte le département.
Depuis 2016, le label n'existe plus, remplacé par la reconnaissance « Architecture contemporaine remarquable ».

## Liste
| Monument                                                | Commune | Adresse                       | Coordonnées                      | Notice | Protection                                                | Date | Illustration                                            |
| ------------------------------------------------------- | ------- | ----------------------------- | -------------------------------- | ------ | --------------------------------------------------------- | ---- | ------------------------------------------------------- |
| Atelier de sculpture-marbrerie Boirlaud                 | Limoges | 11, rue de la Fonderie        | 45° 30′ 03″ nord, 1° 09′ 04″ est |        | Inscrit MH (1991)                                         |      | Atelier de sculpture-marbrerie Boirlaud                 |
| Bibliothèque francophone multimédia                     | Limoges | Place Aimé Césaire            | 45° 49′ 37″ nord, 1° 15′ 38″ est |        |                                                           |      | Bibliothèque francophone multimédia                     |
| Château d'eau de Beaubreuil                             | Limoges | Avenue de Beaubreuil          | 45° 52′ 21″ nord, 1° 17′ 53″ est |        |                                                           | 2002 | Image manquante Téléverser                              |
| Théâtre de l'Union                                      | Limoges | 20, rue des Coopérateurs      | 45° 30′ 04″ nord, 1° 09′ 06″ est |        | Inscrit MH (2019)                                         |      | Théâtre de l'Union                                      |
| Cité des Coutures                                       | Limoges |                               | 45° 30′ 03″ nord, 1° 09′ 42″ est |        |                                                           |      | Cité des Coutures                                       |
| École de reconversion professionnelle Féret-du-Longbois | Limoges | 16, avenue Jean-Gagnant       | 45° 50′ 05″ nord, 1° 16′ 22″ est |        |                                                           |      | École de reconversion professionnelle Féret-du-Longbois |
| École nationale supérieure d'art de Limoges             | Limoges | 19, avenue Martin Luther King | 45° 49′ 03″ nord, 1° 13′ 54″ est |        |                                                           |      | École nationale supérieure d'art de Limoges             |
| Faculté de droit                                        | Limoges | Rue Imbert                    | 45° 49′ 57″ nord, 1° 15′ 27″ est |        |                                                           |      | Faculté de droit                                        |
| Gare de Limoges-Bénédictins                             | Limoges | Place Maison-Dieu             | 45° 50′ 13″ nord, 1° 16′ 07″ est |        | Inscrit MH (1975)                                         |      | Image manquante Téléverser                              |
| Garage Dussagne                                         | Limoges | 19, boulevard Georges Périn   | 45° 49′ 56″ nord, 1° 15′ 55″ est |        |                                                           |      | Garage Dussagne                                         |
| Immeuble de l'Étoile                                    | Limoges | 3, rue Monthyon               | 45° 50′ 14″ nord, 1° 15′ 02″ est |        |                                                           |      | Immeuble de l'Étoile                                    |
| Immeuble                                                | Limoges | 6, rue Jean-Jaurès            | 45° 49′ 54″ nord, 1° 15′ 38″ est |        |                                                           |      | Immeuble                                                |
| Immeuble Marquès                                        | Limoges | 29, rue Jean-Jaurès           | à géolocaliser                   |        |                                                           |      | Image manquante Téléverser                              |
| Immeuble PTT                                            | Limoges | 8, rue Edouard Vaillant       | 45° 49′ 50″ nord, 1° 15′ 45″ est |        |                                                           |      | Image manquante Téléverser                              |
| Lycée Turgot                                            | Limoges | Rue Paul Dérignac             | 45° 49′ 49″ nord, 1° 15′ 04″ est |        |                                                           |      | Lycée Turgot                                            |
| Maison du Docteur Périgord                              | Limoges | 31, avenue de la Libération   | 45° 50′ 06″ nord, 1° 15′ 42″ est |        |                                                           |      | Image manquante Téléverser                              |
| Maison du peuple                                        | Limoges | Rue Charles-Michels           | 45° 49′ 47″ nord, 1° 15′ 43″ est |        | Inscrit MH (2014)                                         |      | Image manquante Téléverser                              |
| Opéra-théâtre                                           | Limoges |                               | 45° 49′ 58″ nord, 1° 15′ 36″ est |        |                                                           |      | Opéra-théâtre                                           |
| Hôtel de préfecture de la Haute-Vienne                  | Limoges | 1, rue de la Préfecture       | 45° 30′ 00″ nord, 1° 09′ 09″ est |        | Inscrit MH (1975) · Inscrit MH (1989) · Inscrit MH (1999) |      | Hôtel de préfecture de la Haute-Vienne                  |
| Poste centrale                                          | Limoges | Place Stalingrad              | 45° 49′ 59″ nord, 1° 15′ 34″ est |        |                                                           |      | Poste centrale                                          |
| Pôle de Lanaud                                          | Limoges |                               | 45° 45′ 06″ nord, 1° 20′ 49″ est |        |                                                           |      | Image manquante Téléverser                              |
| Pavillon du Verdurier                                   | Limoges | Rue Rafilhoux                 | 45° 49′ 52″ nord, 1° 15′ 44″ est |        | Inscrit MH (1975)                                         |      | Pavillon du Verdurier                                   |
| Ester Technopôle                                        | Limoges | Avenue d'Ester                | 45° 51′ 42″ nord, 1° 17′ 39″ est |        |                                                           |      | Ester Technopôle                                        |

## Source
- [PDF] « Label patrimoine du XXe siècle Haute-Vienne », sur culturecommunication.gouv.fr, 26 août 2014